# Richard Goz
Richard Goz (auch: Richard Le Goz; † um 1082), Vizegraf von Avranches, ist ein normannischer Adliger des 11. Jahrhunderts (siehe auch: Haus Conteville).
Er ist skandinavischer Herkunft, sein Vater ist der Vizegraf Thurstein Goz (1015–1040 bezeugt), sein Großvater der Däne Ansfrid.
Herzog Wilhelm II., der Halbbruder seiner Ehefrau Emma, übergab ihm die Vizegrafschaft Avranches bereits vor 1046 oder aber erst um 1055/56, nach dem Sturz Guillaume Werlencs. Vermutlich war er auch Herr von Creully. Kurz nach dem Krieg Wilhelms gegen die Bretonen 1064 erhielt er auch die vom Herzog gebaute Burg Saint-James. Allerdings gehört Richard Goz nicht zu denjenigen, deren Teilnahme an der Schlacht von Hastings berichtet wird.
In den 1070er Jahren war Richard Goz in den Streit zwischen Raoul Tesson und der Abtei Fontenay verwickelt. Um 1076 ist er einer der Richter beim Prozess gegen Robert Bertram. Er starb um 1082.

## Familie
Richard Goz heiratete Emma, die Tochter von Herluin de Conteville und Herleva, also die Schwester von Robert de Conteville, comte de Mortain und Halbschwester des Herzogs Wilhelm II. Ihre Kinder sind:
- Hugh d’Avranches, 1. Earl of Chester († 1101)
- Gilbert d’Avranches, seigneur de Marcey[8]
- Matilde (Maud)[9]; ⚭ Ranulf, Vizegraf von Bayeux 1089/95 – die Eltern von Ranulph le Meschin, 1. Earl of Chester, Vizegraf von Avranches
- Hélissende; ⚭ Wilhelm (Guillaume), Graf von Eu, Lord of Hastings, 1096 geblendet und entmannt, † 1096
- Judith; ⚭ Richard de L'Aigle (Haus l’Aigle)